# 北区立神谷小学校
北区立神谷小学校（きたくりつ かみやしょうがっこう）は、東京都北区神谷2丁目に所在する公立の義務教育学校。2023年度を持って、北区立都の北学園に受け継がれる。校舎は3階建てだが、校門を入った右上の部分がへこんだ構造となっている。
神谷中サブファミリーを、北区立神谷中学校、北区立稲田小学校とともに構成する。

## 沿革
- 1973年（昭和48年） - 卒業生が鏡を贈る。
- 2021年（令和3年）5月21日 - 都の北学園校舎建設工事着工。
- 2024年（令和6年）3月31日、閉校。翌日に区立都の北学園が開校。

## 校舎
1階から3階まである。この章は校門を入った時の視点で書く。1階は左から図工室、中学年昇降口、職員室等、高学年昇降口、保健室等、低学年昇降口、放課後の児童預り所（わくわく広場）、家庭科室である。2階は左から理科室、教育相談室等、3→1年生教室、図書室である。3階は左から音楽室、相談室、4→6年生教室、パソコン室(男子更衣室兼ねる)である。なお、右端に関して、前述のとおり、3階は図書室の上が無い。